# Die Kornähre
Die Kornähre ist eine Sage (ATU 779G*). Sie steht in den Kinder- und Hausmärchen der Brüder Grimm ab der 6. Auflage von 1850 an Stelle 194 (KHM 194) und basiert auf Die Sage von der Kornähre von Philipp Hoffmeister in der Zeitschrift des Vereins für Hessische Geschichte und Landeskunde 4 von 1847.

## Inhalt

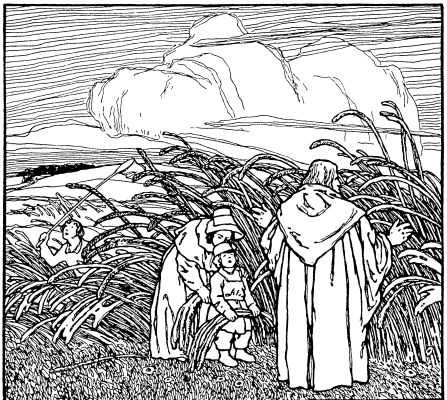
Illustration von Otto Ubbelohde, 1909

Einst trugen Getreidehalme Korn bis untenhin. Als Gott sah, wie eine Frau das Kleid ihres Kindes damit reinigte, nahm er den Menschen die Gabe weg. Die Umstehenden fielen auf die Knie und baten um der Hühner willen. Da ließ er noch etwas übrig.

## Herkunft

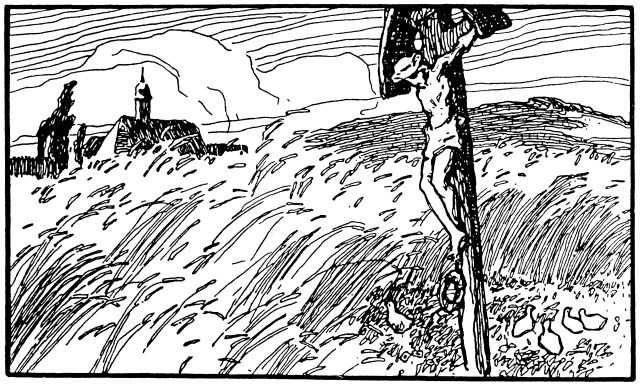
Illustration von Otto Ubbelohde, 1909

Grimms Anmerkung nennt die Quelle, „Zeitschrift Verein für hessische Geschichte“ S. 114–115, vergleicht Bechsteins Die Kornähren und Vonbun „S. 23“.
Wilhelm Grimm ersetzte die Einleitung, dass ein „alter Graukopf“ die Warnsage erzählt, durch „Vorzeiten, als Gott noch selbst auf Erden wandelte...“ (wie in KHM 87 Der Arme und der Reiche), und erzählt konkreter, wie das Kind in die Pfütze fällt (Original nur: „hatte sich beschmutzt“) als Gott „eben vorüberkam“. Er rationalisiert die Gnade statt mit den Hühnern damit, dass Gott „ihr Elend voraussah“. Vgl. KHM 205 Gottes Speise, aus Grimms Deutsche Sagen Nr. 234, 235, 236, 237, 238, 241; Joh 12,24 .
In den meisten europäischen Versionen wischt die Mutter dem Kind den „Arsch“ mit Ähren, Brot, Kuchen oder Mehl. Der Gedanke vom heiligen Korn existiert in allen bäuerlichen Kulturen. Nach altjüdischen und altarabischen Überlieferungen trug der Lebensbaum riesige Körner, bevor Adam und Eva verbotenerweise davon aßen. Im Christentum ist das Brot der Leib Jesu.